# Saint-Cannat
Saint-Cannat è un comune francese di 5 589 abitanti situato nel dipartimento delle Bocche del Rodano della regione della Provenza-Alpi-Costa Azzurra. Il paese, anticamente detto Castrum Sauzeto, deve il suo nome attuale a san Cannato, vescovo di Marsiglia.

## Società

### Evoluzione demografica
Abitanti censiti